# Xanthocalanus kurilensis
Xanthocalanus kurilensis är en kräftdjursart som beskrevs av Brodsky 1950. Xanthocalanus kurilensis ingår i släktet Xanthocalanus och familjen Phaennidae. Inga underarter finns listade i Catalogue of Life.